# Шомрон, Дан
Да́н Шомро́н (ивр. דן שומרון‎, 5 августа 1937 — 26 февраля 2008) — тринадцатый начальник Генерального штаба Армии обороны Израиля.
Во время Шестидневной войны Шомрон командовал египетским фронтом и первым достиг во время боёв Суэцкого канала. За это он был награждён медалью «За отличие».
В 1974 г. Дан Шомрон был назначен Главным офицером пехотных и десантных войск, возглавив при этом вновь основанную особую дивизию «Ха-Эш». В этой должности в 1976 г. он руководил операцией «Энтеббе» по освобождению заложников, захваченных палестинскими террористами.
В 1978 г. Дан Шомрон также занимался ликвидацией израильских поселений и военных баз на Синайском полуострове в рамках Кемп-Дэвидского соглашения с Египтом.
В 1983 г. Дан Шомрон был назначен командующим сухопутными войсками (пехота, танковые части, артиллерия и инженерные войска).
В возрасте 50 лет, в 1987 г. Дан Шомрон стал тринадцатым начальником Генерального штаба. Эту должность он занимал до 1991 г., когда его сменил на этом посту Эхуд Барак.
После отставки Дан Шомрон работал руководителем Военной промышленности (ивр. תעשייה צבאית‎).
Дан Шомрон скончался 26 февраля 2008 г. после перенесённого за две недели до этого инсульта.

## Интересные факты
В нескольких фильмах об операции «Энтеббе» одним из действующих лиц являлся Дан Шомрон. Наиболее известным исполнителем роли Дана Шомрона (в фильме Налёт на Энтеббе) был Чарльз Бронсон.